# Kozmadombja
Kozmadombja là một thị trấn thuộc hạt Zala, Hungary. Thị trấn này có diện tích 7,63 km², dân số năm 2010 là 59 người, mật độ 8 người/km².